# Sayaka Shionoya
Sayaka Shionoya (塩ノ谷 早耶香) es una excantante japonesa.

## Biografía
Shionoya nació en Moji-ku, Kitakyūshū, en la Prefectura de Fukuoka. Como cantante fue representada por LDH. Su sello era King Records. El 18 de mayo de 2017, anunció su retiro de la industria del entretenimiento.

## Filmografía

### Anuncios
| Año                 | Título                                                | Notas                | Ref.        |
| ------------------- | ----------------------------------------------------- | -------------------- | ----------- |
| 2014                | Kitakyushu City Special Mission Ambassador            | [ 6 ]                |             |
| Feb 2014 – Mar 2015 | Nishi-Nippon Railroad Ecol Card                       | imagen del personaje | [ 7 ]       |
| Jan 2015            | Kitakyushu Mayor's election                           | imagen de Keihatsu   | [ 8 ] [ 9 ] |
| 2015–16             | Japan Volleyball League Organization 2015/16 V League | imagen               | [ 10 ]      |